# 다카기촌 (니가타현)
다카기촌(高城村)은 니가타현 나카쿠비키군에 있던 촌이다. 

## 역사
- 1889년 4월 1일 - 정촌제 시행에 의해 나카쿠비키군 다카기촌이 성립하였다.
- 1908년 11월 1일 - 나카쿠비키군 다카다정 및 다카기촌이 합병해 다카다정이 성립하였다.

## 참고문헌
- 『市町村名変遷辞典』東京堂出版、1990年。